# Théâtre des gens et des métiers
Le Théâtre des gens et des métiers est une démarche théâtrale créée par Oscar Castro s'adressant à un public non professionnel.

## Démarche

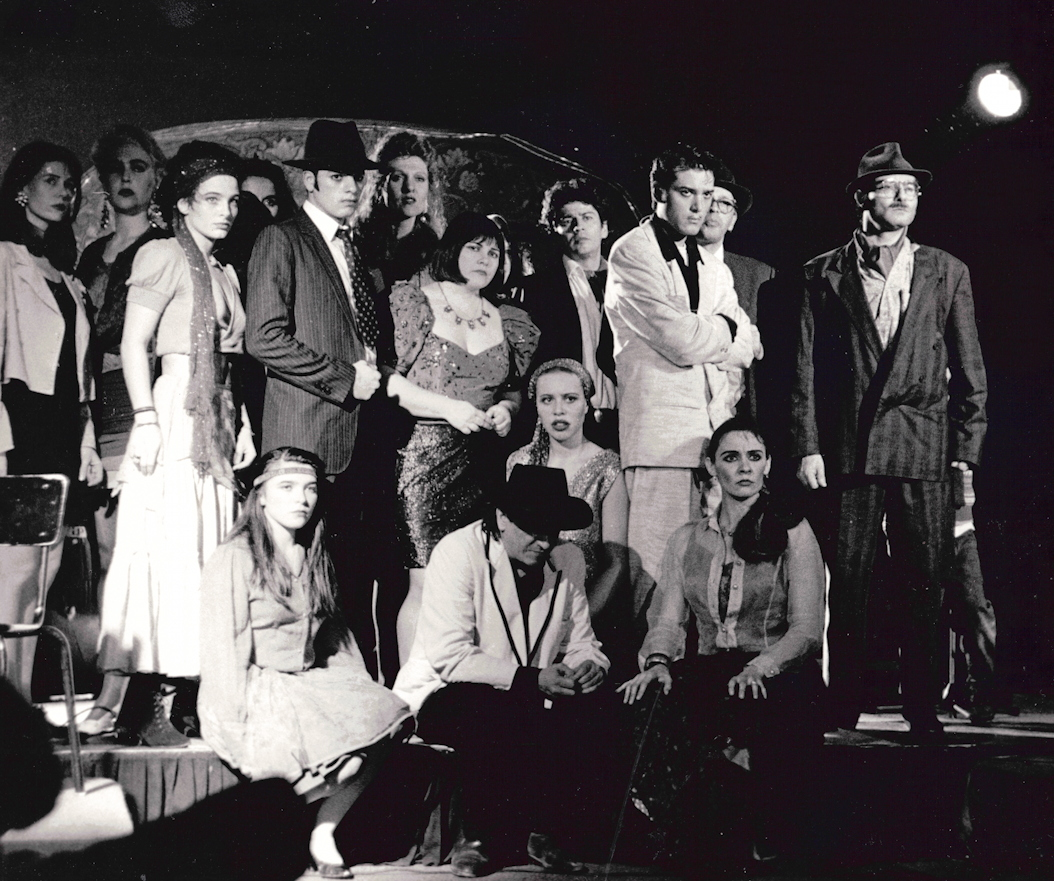
Christophe Colomb Superstar - Mercredi 14 octobre 1992

Sous forme d'un stage-création de 4 à 10 jours, c'est la création, avec des gens d’une même entreprise, ou d’un même métier ou statut, (comme des retraités, des jeunes, des gens en situation  d’exclusion) d'une pièce de théâtre musicale, sur le thème de leur vie, ou de leur métier. Puis jouer cette pièce devant un public une ou plusieurs fois selon les cas.
Expérience réalisée avec des enseignants, éducateurs, animateurs, chômeurs, jeunes d’une cité, toxicomanes, retraités, cheminots, S.D.F., jeunes de Missions locales, avec l’entreprise SAGE de Paris, la CTC du Chili, l’EDF ; et la SNCF.
Le résultat du stage : tous sur scène à porter le débat sur les planches...

## Objectifs
Une ouverture par la culture : Permettre l’implication de chacun et du groupe dans la réussite d’un projet : une comédie musicale créée à partir des histoires, du vécu, de chacun, puis donnée en représentation publique.
Aider chaque participant dans sa vie et dans la société. Évacuer les peurs, les méfiances, les complexes. Développer l’écoute, la confiance en soi, la volonté de croire en soi et dans le projet, et de le terminer.
Un outil d’insertion : Valorisation et mobilisation. Grâce au Théâtre qui produit en chacun des participants une force libératrice, les gens vont s’épanouir, récupérer leur dignité, leur confiance en eux. Et ils vont trouver un sens à la vie, et la force pour vouloir s’insérer dans la société et le monde du travail.

## Chronologie des créations
- 1990 : Tableau noir avec 15 professeurs du lycée de Massy
- 1991 : Le journal perdu d’une assistante sociale avec 18 assistants sociaux de Dordogne (Conseil Général)
- 1991 : Pas de clé dans les serrures avec 14 RMIstes de Dordogne (Conseil Général)
- 1992 : Merci de ranger les chaises après le spectacle avec 18 animateurs des villages vacances Touristra
- 1992 : Toute la vie avec 21 retraités de la ville de Nîmes
- 1992 : premier Festival du Théâtre des gens et des métiers à Paris au Bataclan, parrainé par France Libertés et le Ministère de la Culture
- 1994 : La cité des méchants avec 14 jeunes d’une cité d’Amiens (association Yves Lefèbvre)
- 1994 : Songe d’une nuit d’A.S deuxième création avec les mêmes assistants sociaux de Dordogne
- 1995 : Du vent dans les casiers deuxième création avec 15 professeurs de Massy
- 1996 : Gare aux gares avec 11 cheminots de la SNCF
- 1997 : Energie des rêves par la CCAS avec 12 agents de EDF/GDF
- 1999 : Lo mas importante soy yo avec 14 employés de la CTC (Cie de téléphone du Chili)
- 1999 : Nos rêves seront réalité avec 100 employés de la CTC
- 2001 : Diagnostico reservado avec 13 medecins d’Arica (Chili)
- 2001 : Espejismo cronico avec 7 medecins d’Iquique (Chili)
- 2001 : Y me hicé maestro avec 13 professeurs d’Iquique
- 2002 : Plan de contingencia avec 12 employés de l’ENAP (entreprise de pétrole du Chili)
- 2002 : Les vacances, on y a droit ! avec 27 personnes RMIstes de l’association Bourse Solidarité Vacances et le Secrétariat d’Etat au Tourisme. Représentation finale au Théâtre Marigny à Paris le 21 octobre
- 2004 : Il ne pleut jamais deux jours de suite sur Pablo Neruda avec les 24 directeurs des villages-vacances Touristra
- 2006 : Sept jours sur sept avec un groupe de 16 personnes RMIstes en parcours d’insertion chez Atout Majeur. (CG 94, Région IdF, P.L.I.)
- 2007 : Nous serons toutes des Reines avec un groupe de 14 femmes en parcours d’insertion chez Atout Majeur, sur le thème Égalité Hommes/Femmes. (POLIVILLE., CG 94, Vitry-sur-Seine)
- 2007 : Mange et tais-toi avec un groupe de 12 femmes analphabètes en parcours d’insertion chez Atout Majeur sur le thème de l’alimentation (Service Santé de la ville d’Ivry, région IDF)
- 2008 : Si tu veux m’aimer, respecte-moi avec un groupe de 18 femmes en parcours d’insertion chez Atout Majeur sur le thème de la femme. (Région IDF - Ville d’IVRY - POLIVILLE)
- 2008 : L’exilée Fatia Avec Public Femmes d’Atout Majeur. (POLIVILLE - Ville d’IVRY - CG 94)
- 2009 : Il faut sauver la solidarité Avec public Atout Majeur (POLIVILLE - Ville de VITRY - Région IDF)
- 2009 : Radio Nouveau Monde Avec des femmes accompagnées socialement par le Centre Avara à Fresnes. (CG 94)
- 2009 : Radio Sky-Ado Avec 8 adolescents d’Ivry, accompagnés par l’association du Club Espoir. Création et montage d’une pièce de théâtre musicale, genre :comédie, sur le thème de la lutte contre les discriminations. (POLIVILLE - Direction départementale JEUN et SPORTS 94)
- 2010 : Les Porteurs d’eau[2] Avec 4 adolescents et 5 acteurs d’Aleph. Création sur le thème de l’eau. (POLIVILLE - Festival OH 94 - Direction départementale Jeunesse Sports 94 - Ville d’Ivry)
- 2011 : action Théâtre et lutte contre les discriminations avec un public de 26 femmes en parcours d'insertion chez ATOUT MAJEUR. Cette action a donné naissance à une pièce créée avec ces femmes sur le thème de la solidarité et lutte contre l'exclusion, qui a été donnée en représentations au théâtre Aleph dans le cadre de la journée de la Solidarité le samedi 17 décembre à 16 h.